# 鈴木道彦 (俳人)
鈴木 道彦（すずき みちひこ、1757年（宝暦7年）- 1819年10月24日（文政2年9月6日））は、江戸時代後期の俳人である。名は由之。別号に金令、金令舎、十時庵、藤垣庵等がある。

## 経歴・人物
陸奥の仙台生まれ。医師の家系に生まれ、道彦も医師となった。若くして俳諧を学び、1772年（安永2年）から東北を行脚していた加舎白雄と縁を持つ。白雄から文通による指導を受けていたとされ、句の所見は、白雄の『春秋稿』（1784年（天明4年））である。白雄の死後、江戸に上り、白雄三回忌集『冬瓜汁』の跋文を記した。
白雄の死後の春秋庵は常世田長翠が継いだものの、道彦に不満を抱いて倉田葛三に春秋庵を譲り、その葛三も鴫立庵に入った。白雄の高弟の建部巣兆は脱俗的であったため、結局は道彦が白雄門の中心となった。建部巣兆や夏目成美、井上士朗らと親交を持った。成美と士郎、道彦をあわせて「寛政三大家」と称された。没後、金令舎は妻の応々尼が守った。
道彦の作風は洞察力や感性、趣向表現に優れており、また連句の名人でもあり、俳文も優れていた。著書『無孔笛』において、与謝蕪村らの天明期の代表的な俳人（天明の七名家）を批判したことも有名である。しかし、晩年には白川芝山が著した著書により、その作風は逆に批判された。

## 主な著作物

### 主著
- 『無孔笛（むくてき）』- 1798年（寛政10年）刊行。
- 『蔦本集』- 1813年（文化10年）刊行。

### その他の著書
- 『鳶眼集』
- 『鶴芝』

※主著は『道彦七部集』（没後の1830年（文政13年）に刊行。妻が編纂）に収録されている。

## 関連書籍
- 矢羽勝幸『俳人鈴木道彦の生涯と作品』ブイツーソリューション、2014年